# Konopczyn
Konopczyn [kɔˈnɔpt͡ʂɨn] est un village polonais de la gmina de Mońki dans le powiat de Mońki et dans la voïvodie de Podlachie. Il se situe à environ 3 kilomètres au sud-est de Mońki et à 37 kilomètres au nord-ouest de Białystok. 